# Jupilles
Jupilles ist eine französische Gemeinde mit 552 Einwohnern (Stand: 1. Januar 2022) im Département Sarthe in der Region Pays de la Loire; sie gehört zum Arrondissement La Flèche und zum Kanton Montval-sur-Loir. Die Einwohner werden Jupillois und Jupilloises genannt.

## Geografie
Jupilles liegt etwa 28 Kilometer südöstlich von Le Mans. Hier entspringt das Flüsschen Dinan, das zu Loir entwässert. Umgeben wird Jupilles von den Nachbargemeinden Pruillé-l’Éguillé im Norden, Saint-Vincent-du-Lorouër im Osten und Nordosten, Thoiré-sur-Dinan im Osten und Südosten, Beaumont-Pied-de-Bœuf im Süden und Südwesten sowie Marigné-Laillé im Westen und Nordwesten.

## Bevölkerungsentwicklung
| Jahr                      | 1962 | 1968 | 1975 | 1982 | 1990 | 1999 | 2006 | 2013 | 2020 |
| Einwohner                 | 765  | 686  | 646  | 623  | 560  | 527  | 583  | 569  | 551  |
| Quelle: Cassini und INSEE |      |      |      |      |      |      |      |      |      |

## Sehenswürdigkeiten

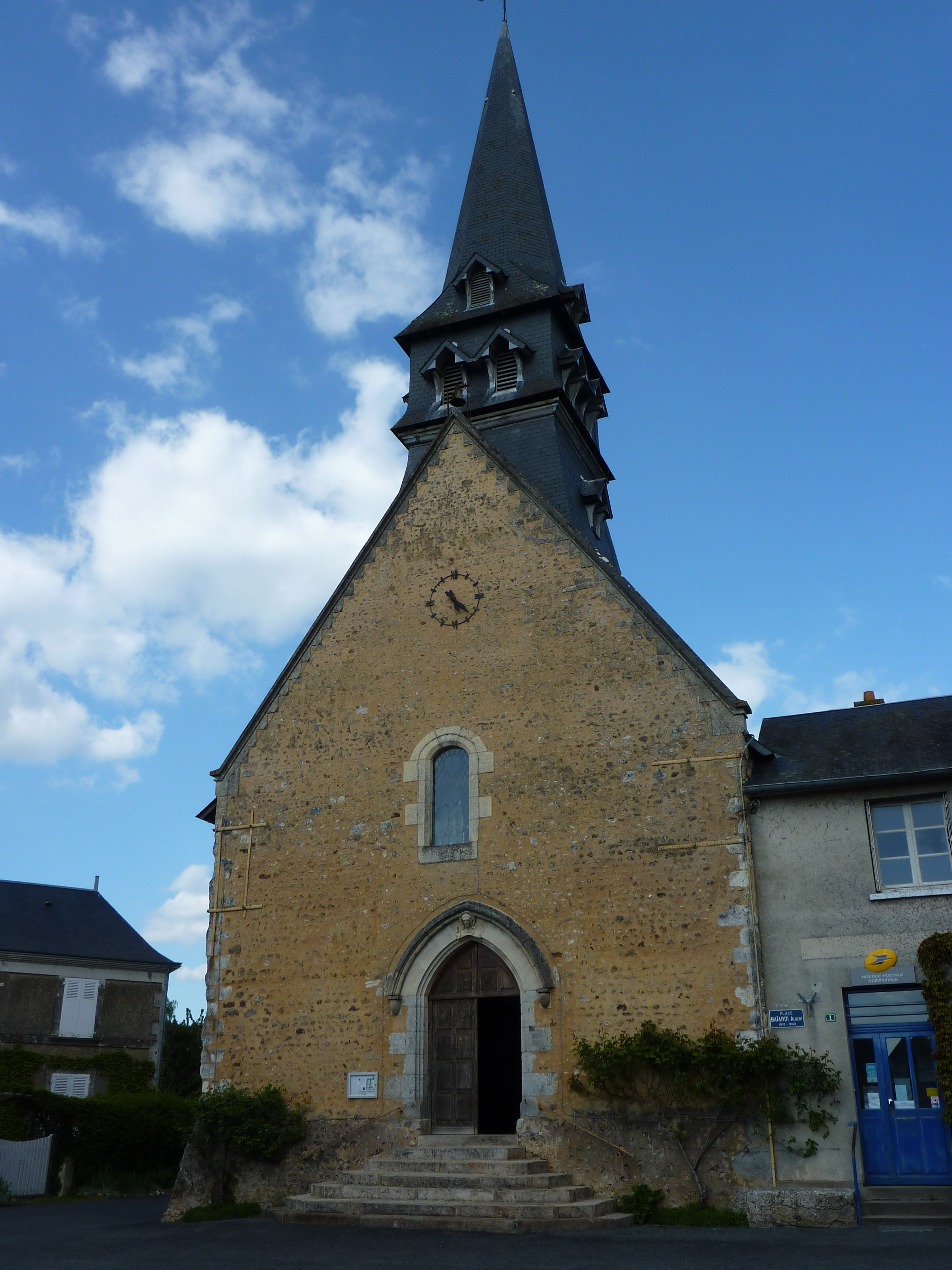
Kirche Saint-Pierre

- Kirche Saint-Pierre aus dem 11. Jahrhundert
- Haus Carnuta